# سوق المهن اليدوية
سوق المهن اليدوية  في دمشق، هو سوق للحرف اليدوية الدمشقية يقع في قلب العاصمة.

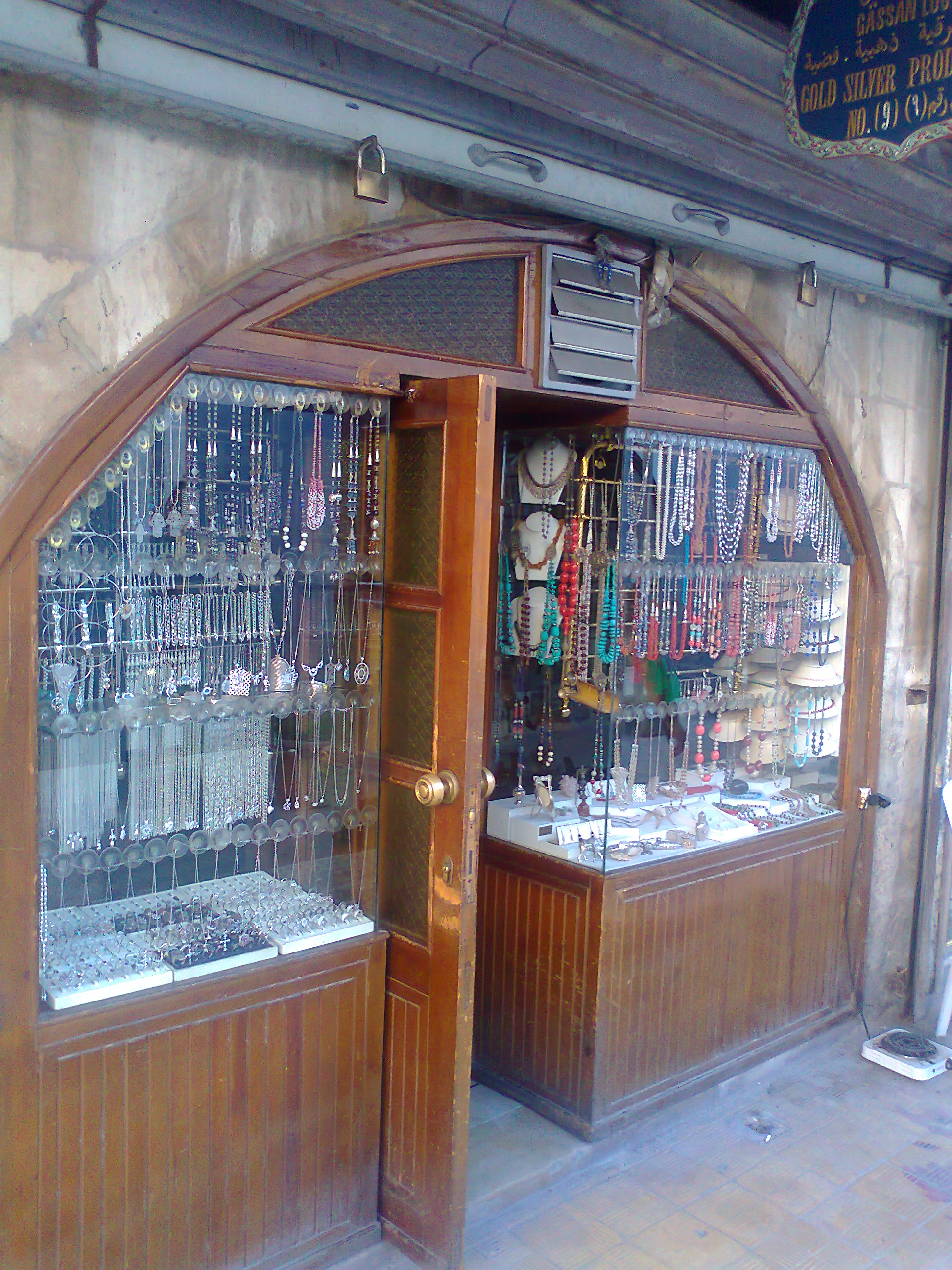
محل صياغة فضة

عبر بوابة واسعة يعلوها قوس حجري، يدخل الزائر ليجد مجموعة من المحال الصغيرة، والمتناسقة على صفين متقابلين، متوازيين، بينهما شارع ضيق في عرض ستة أمتار وطول 200 متر تقريباً، يتجه من الغرب إلى الشرق.
تلقى شاغلو السوق من الحرفيين إنذاراً بإخلائها من قبل وزارة السياحة السورية خلال مهلة لا تزيد على شهرين وإلا يتعرض لإلقاء بضاعته في الشارع، ويتم ختم محله بالشمع الأحمر.

## موقع السوق
يقع السوق  في منطقة القنوات بموازاة مجرى نهر بردى، بجوار التكية السليمانية وخلف مبنى وزارة السياحة، وله مدخلين من التكية نفسها ومن سوق المكتبات المعروف في حي الحجاز (الحلبوني)

## وصف السوق
أكثر من تسع عشرة حرفة يدوية قديمة يحتضنها سوق المهن اليدوية في دمشق أقدم عاصمة مأهولة في التاريخ، سوق بات معروفاً لدى القاصي والداني داخل وخارج القطر، بما يحويه من أشياء تراثية جميلة تدخل الراحة والسرور في النفس.
يكفي أن تدخل أول سوق المهن اليدوية الواقع بين أحضان التكية السليمانية والمتكئ على جدار المتحف الحربي، لتبدأ رائحة التاريخ تطالعك بكثير من الحكايا، فخلف كل قطعة صنعتها يد مهنة، وخلف كل مهنة حكاية.

## الحرف اليدوية
يحتضن السوق ما يزيد على الخمسين محلاً، يعمل أصحابها في مختلف المهن اليدوية القديمة ومنها:
- العجمي

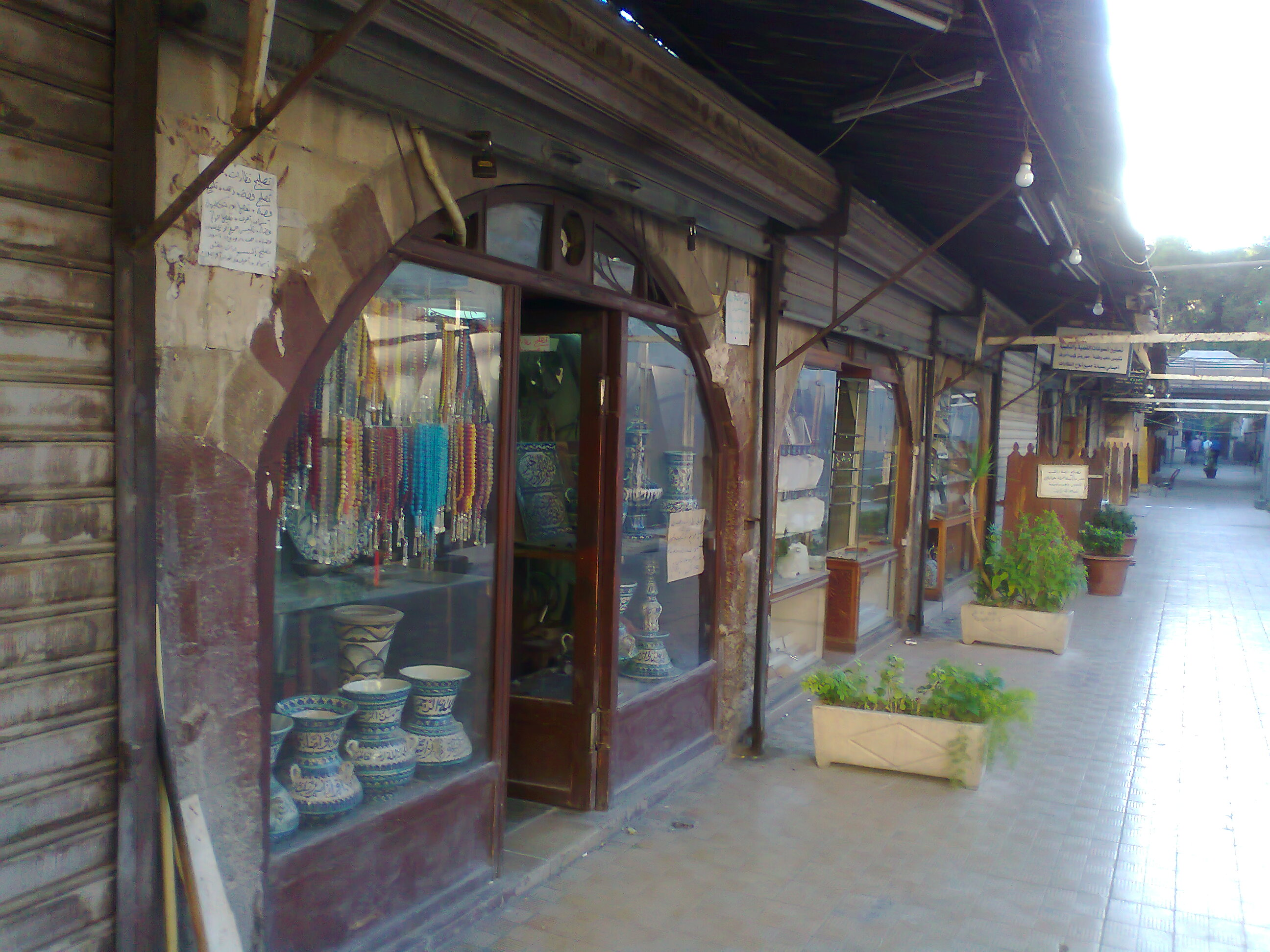

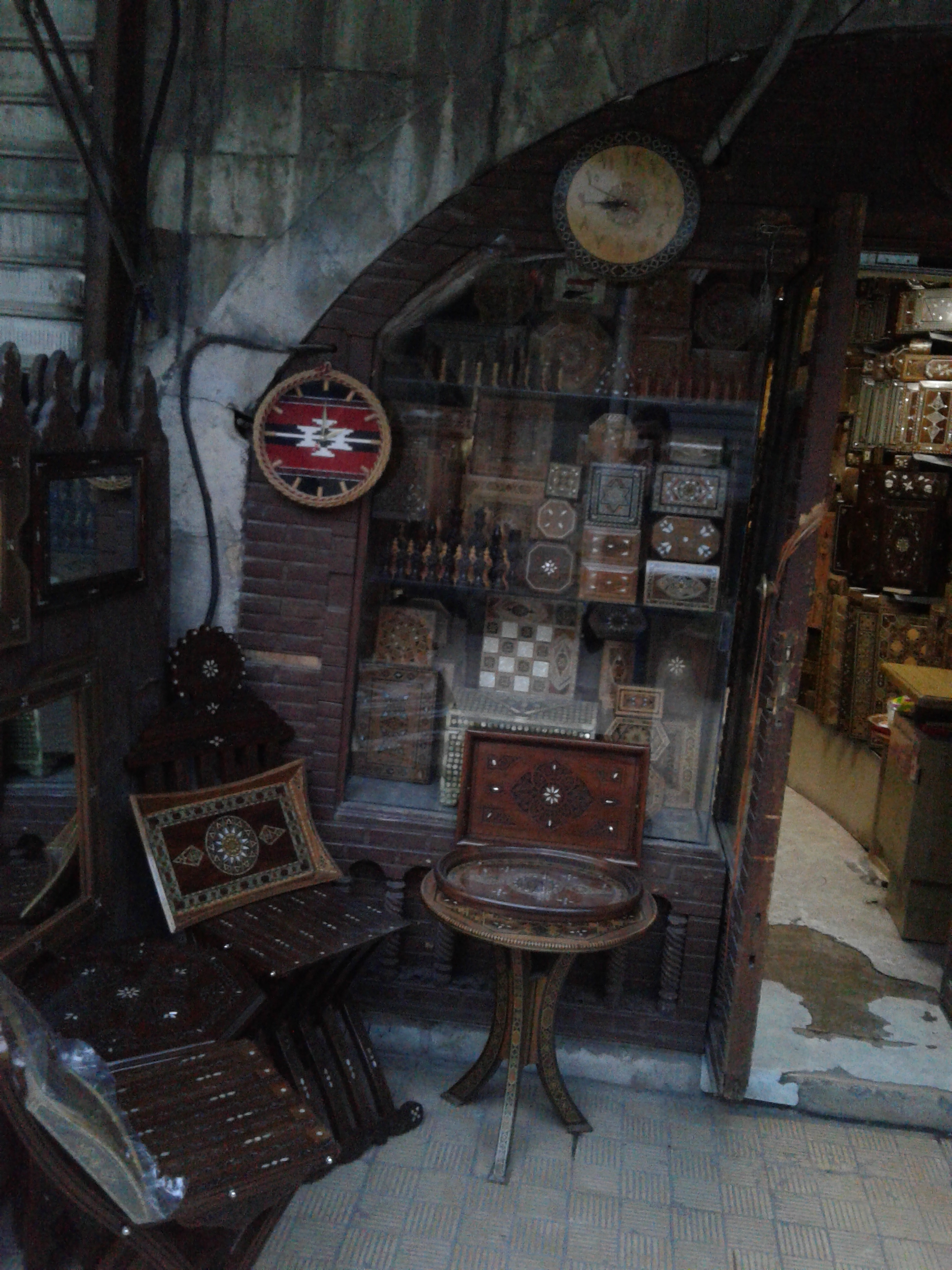
مَصنوعات العجمي في سوق المهن اليدوية، دمشق.

أي صناعة اللوحات الخشبية الملونة، والتي تزين البيوت الدمشقية القديمة ذات القيمة الفنية والجمالية الرائعة.
وهو عبارة عن زخارف وديكورات شرقية تعتمد على الخشب كمادة أساسية، ويقوم الحرفيون بلصق مادة تركيبية على الخشب تعطيه بروزاً معيناً، لتأتي مرحلة التلوين وغالباً ما تكون الألوان حسب الرغبة.
- البروكار الدمشقي

يصنع البروكار على نول يدوي يتجاوز عمره /190/ سنة، وربما كان هو آخر نول ينسج بتركيبته البسيطة أجمل الأقمشة.
- الخط العربي
- صياغة الفضيات، والحلي اليدوية
- القيشاني والفسيفساء
- الصياغة الذهبية

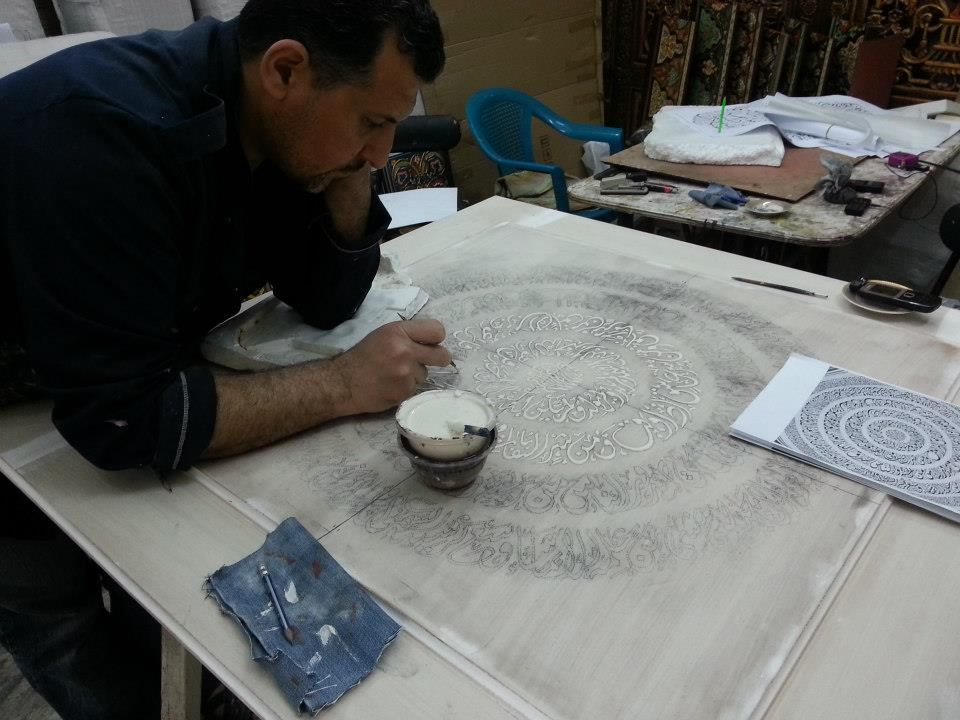

- الحفر على الخشب، والموزاييك، والصدف
- حياكة السجاد، والبسط، والمطرزات الشرقية
- الجبصين، والفن التشكيلي
- الزجاج المعشق، ومعمل للزجاج
- الجلديات
- القش
- العود الشرقي
- الفخار والسيراميك

## وصلات خارجية
- جريدة الحياة: أيد ماهرة تصوغ الجمال حرفيات شعبية
- يوتيوب